# Euheterospila
Euheterospila là một chi bướm đêm thuộc họ Erebidae.